# Nazim Pascià
Nâzım Paşa, noto come Nazim Pascià o Hussein Nazim Pascià (Istanbul, 1848 – Istanbul, 23 gennaio 1913), è stato un militare e politico ottomano, ministro della guerra all'epoca della Prima guerra balcanica.

## Biografia
Dopo aver studiato presso École spéciale militaire de Saint-Cyr, prese parte alle guerre russo-turche mettendosi in mostra per le sue capacità tattiche e divenendo il più giovane ufficiale dello stato maggiore.
Fu in due riprese governatore del Vilayet di Baghdad, nel 1908 e nel biennio 1910-1911.
Nominato ministro il 9 luglio 1912, allo scoppio delle ostilità contro la lega balcanica, assunse il comando in capo delle forze ottomane in luogo del sultano.
Fu assassinato il 23 gennaio 1913, nel corso di un colpo di stato promosso dai Giovani Turchi che portò alla deposizione del gran visir Kâmil Pascià.